# Karnatische Kriege
Die Karnatischen Kriege (auch: Karnataka-Kriege) waren britisch-französische Kolonialkriege in Indien. Sie fanden als Teil des Österreichischen Erbfolgekrieges (1740–1748) und des Siebenjährigen Krieges (1756–1763) statt.
Die meisten Kampfhandlungen wurden in der Region der Karnatik geführt, worunter während der Kolonialzeit das Gebiet zwischen den Ostghats und der Koromandelküste im heutigen Bundesstaat Tamil Nadu verstanden wurde. Die Bezeichnung ist nicht mit dem heutigen Bundesstaat Karnataka zu verwechseln.
Die Karnatischen Kriege wurden in der Mitte des 18. Jahrhunderts geführt:
- Erster Karnatischer Krieg (1744–1748)
- Zweiter Karnatischer Krieg (1751–1754)
- Dritter Karnatischer Krieg (1758–1763)